# Instant 0 in the Universe
Instant 0 in the Universe es un EP de la banda inglesa de post-rock Stereolab, editado en el año 2003. Fue el primer lanzamiento del grupo tras la muerte de Mary Hansen en el año 2002.

## Lista de temas
1. "...Sudden Stars" - 4:40
2. "Jaunty Monty and the Bubbles of Silence" - 4:10
3. "Good Is Me" - 5:25
4. "Microclimate" - 4:16
5. "Mass Riff" - 4:25
6. "Hillbilly Motobike" - 2:23

"Hillbilly Motorbike" solo se incluye en la edición de vinilo de 7".